# Sony Ericsson T68i
L'Ericsson T68m (spesso chiamato semplicemente T68) è stato un telefono cellulare prodotto da Ericsson. Lanciato in tempo per la stagione natalizia 2001, il T-68 è stato il primo telefono cellulare Ericsson ad avere uno schermo a colori, un LCD-STN con risoluzione di 101 × 80 e 256 colori. Nonostante le sue piccole dimensioni (100 × 48 × 20 mm, 84 g), è stato uno dei telefoni cellulari più ricchi di funzionalità dell'epoca poiché disponeva di: Bluetooth, porta IrDA, GPRS 3+1, tri-band funzionante in diverse frequenze (900 MHz, 1800 MHz e 1900 MHz), SMS con T9 ( scrittura facilitata), SME, WAP e suonerie monofoniche personalizzabili. Alla sua uscita, il costo del telefono si aggirava intorno ai 500 € ed era disponibile in due colori: lunar gray (grigio) oppure ziroccan gold (oro).
Nel 2002, dopo un leggero restyling estetico e un aggiornamento del software, il T68m è stato prodotto come Sony Ericsson T68i, successivamente alla fusione di Ericsson con Sony Corporation per la produzione di telefoni cellulari come Sony Ericsson. L'aggiornamento, disponibile anche ai soci della T68, purché dotati di un client e-mail SyncML e, per la prima volta in assoluto, MMS con SMIL. Il T68i è noto per essere un efficace esempio di Stealth Marketing. Prima di essere distribuito, Sony Ericsson ha ingaggiato alcuni attori e li ha trasformati in turisti e ha chiesto loro di farsi fotografare con altre persone usando il T68i.
La fotocamera non era presente, ma è stata venduta come optional (MCA-25 CommuniCam) e, alla fine del ciclo di vita del modello, è stata offerta con il telefono.
Contatti, attività, calendario, immagini, suonerie e temi possono essere inviati al T68i attraverso il protocollo Bluetooth o con infrarossi.
È stato descritto nel film La morte può attendere.

## Varianti
- T68m
- T68i
- T68ie
- T68a